# Réorganisation des corps d'artillerie français (1924)
En 1924 est appliquée la réorganisation des corps d'artillerie l'armée française. La décision, prise le 29 mars 1923 et prévue par l'article 129 de la loi du 30 juin 1923, est mise en application le 1er janvier 1924.

## Principe
Les régiments d'artillerie divisionnaire (RAD) prennent un numéro dans la série 1 à 89. Ces régiments, anciens régiments d'artillerie de campagne (RAC), sont maintenant constitués, en temps de paix, avec jusqu'à trois groupes de canons de 75 mm et deux groupes de canons de 155 courts. Chaque division d'infanterie d'active compte un RAD.
Les régiments d'artillerie de montagne (RAM) se placent dans la série 91 à 99, les régiments d'artillerie lourde hippomobile (RALH) dans la série 101 à 149, les régiments d'artillerie à pied (RAP) dans les séries 150 à 159 (si à traction hippomobile) et 160 à 169 (si à traction automobile).
La série 171 à 174 est prévue pour les régiments d'artillerie lourde puissante à tracteurs (ALPT) à former en cas de mobilisation. Les régiments d'artillerie lourde à tracteurs (RALT) prennent un numéro dans la série 181 à 189 pour les régiments à canons longs et dans la série 190 à 199 pour les régiments à canons courts/mortiers. Les régiments d'artillerie portée (RAP), remplaçant les régiments d'artillerie de campagne portée (RACP), nciens régiments d'artillerie de campagne portée (RACP), sont numérotés dans la série 300 pour ceux avec des canons de 75 mm, dans la série 350 pour ceux à canons de 105 mm L et dans la série 361 pour ceux à canons de 155 mm C (régiments d'artillerie lourde portée, RALP). L'artillerie lourde sur voie ferrée est numérotée dans la série 371.
Les régiments d'artillerie de défense contre-avions (RADCA), créés à partir des régiments d'artillerie de défense contre-aéronefs, sont dans la série 401 à 410,.

## Liste des régiments

### Numéros 1 à 100

#### 1erRAD
L'ancien 1er RAC quitte Bourges pour Auxonne. Il est renforcé par le 48e et le 103e régiments.
Le 1er RAD est rattaché au 8e corps d'armée.

#### 1erRACo
Le 1er RACo devient le 111e régiment d'artillerie lourde coloniale à Lorient.

#### 1erRAM
Le 1er RAM devient le 93e RAM.

#### 2eRAD
Le 2e RAD est renforcé par le 110e régiment.
Le 2e RAD est rattaché au 14e corps d'armée et caserné à Grenoble.

#### 2eRAcolonial
Le 2e RACo devient le 58e régiment d'artillerie coloniale à Bordeaux et Libourne.

#### 2eRAM
Le 2e RAM devient le 94e RAM.

#### 3eRAC
Le 3e RAC est dissous et renforce le 56e RAD à Montpellier et Castres.

#### 3eRAcolonial

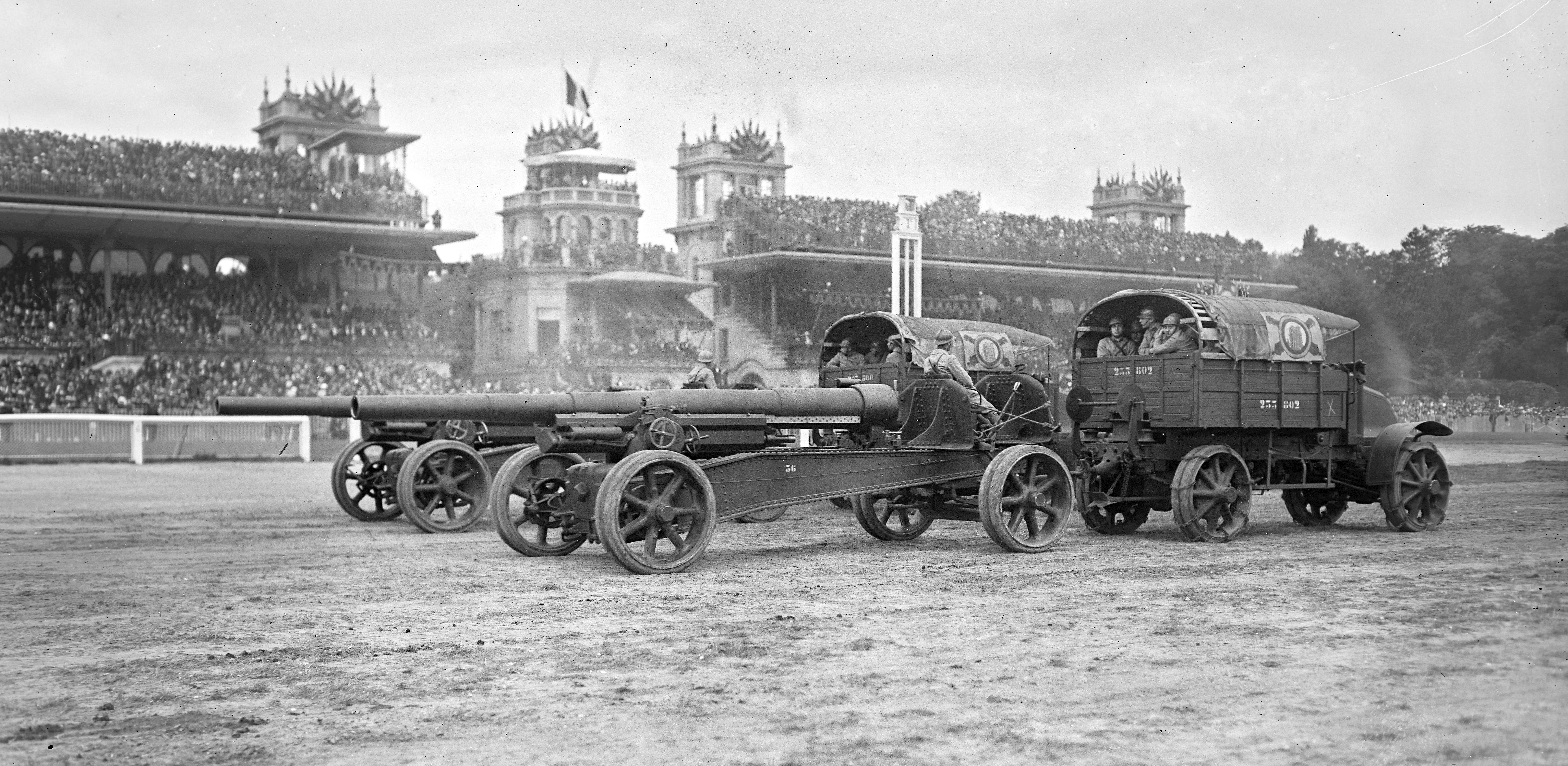
Canons de 155 GPF du d'artillerie lourde à tracteurs le 14 juillet 1922 à Longchamp.

Le 3e RA colonial est dissous et devient le 310e RAP colonial à Rueil.

#### 4eRAD

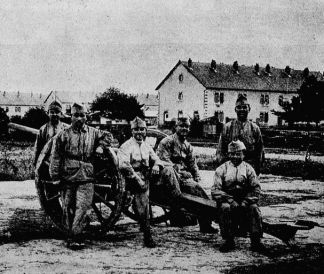
Artilleurs appartenant probablement au au camp du Valdahon en 1926.

Le 4e RAD ne change pas de composition. Il est rattaché au 7e corps d'armée et caserné à Besançon et Dôle.

#### 5eRAC
Le 5e RAC est dissous et devient le 305e RAP à Colmar et Neuf-Brisach.

#### 6eRAC

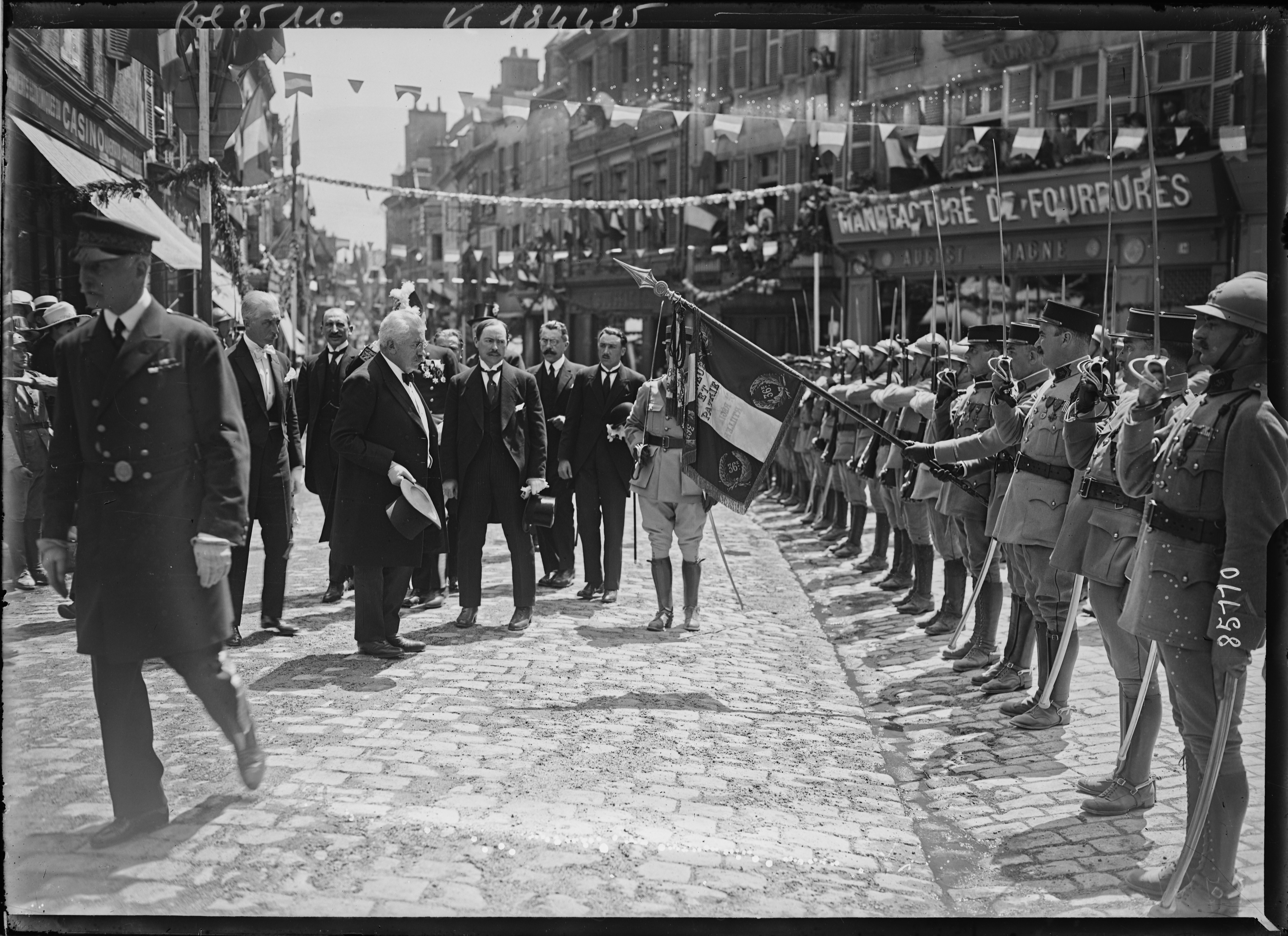
Le salue le président Millerand le 7 7 1923 à Moulins.

Le 6e RAC est dissous et forme, avec le 86e RALT, le 192e RALT à Valence et, avec le 18e RAC, le 365e RALP à Auch.

#### 7eRAC
Le 7e RAC est dissous et renforce le 10e RAD à Dinan et Rennes.

#### 8eRAD
Le 8e RAD est renforcé par le 39e régiment.
Le 8e RAD est rattaché au 20e corps d'armée et caserné à Nancy et Toul.

#### 9eRAD
Le 9e RACP est dissous et devient le 311e RAP à l'armée du Rhin.
Le 9e RAD est recréé à partir du 276e régiment d'artillerie. Il est rattaché au 32e corps d'armée et détaché à l'armée du Rhin.

#### 10eRAD
Le 10e RAD est renforcé par le 7e.
Le 10e RAD est rattaché au 10e corps d'armée et caserné à Dinan et Rennes.

#### 10eRA colonial
Le 10e RA colonial devient le 38e régiment d'artillerie coloniale à Toulon et Nîmes.

#### 11eRACP
Le 11e RACP est dissous et devient le 302e RAP à Vernon.

#### 12eRAD
Le 12e RAD ne change pas de composition. Il est rattaché au 20e corps d'armée et caserné à Haguenau.

#### 13eRAC
Le 13e RAC est dissous et renforce le 32e RAD à Vincennes.

#### 14eRACP
Le 14e RACP est dissous et ses éléments forment le 196e RALT à Bordeaux.

#### 15eRAD
Le 15e RAD est renforcé par le 101e RAL.
Le 15e RAD est rattaché au 1er corps d'armée et caserné à Douai.

#### 16eRAD
Le 16e RAC est dissous et ses éléments forment, avec ceux du 21e et du 36e RAC, le 113e RALH à Issoire.
Le 16e RAD est recréé à partir du 36e RAC et de l'ex-113e RAL. Il est rattaché au 13e corps d'armée et caserné à Clermont-Ferrand.

#### 17eRAD
Le 17e RAD est renforcé par le 27e régiment.
Le 17e RAD est rattaché au 1er corps d'armée et caserné à Abbeville et Hesdin.

#### 18eRAC
Le 18e RAC est dissous. Une partie de ses éléments renforce le 23e RAD à Toulouse et Agen, l'autre forme le 365e RALP à Auch.

#### 19eRAD
Le 19e RAD est renforcé par le 55e régiment.
Le 19e RAD est rattaché au 15e corps d'armée et caserné à Nîmes.

#### 20eRAD
Le 20e RAD est renforcé par le 109e RAL.
Le 20e RAD est rattaché au 9e corps d'armée et caserné à Poitiers.

#### 21eRAD
Le 21e RAD est renforcé par le 34e régiment. Une partie de ses éléments partent reformer le 113e RALH à Issoire.
Le 21e RAD est rattaché au 12e corps d'armée et caserné à Angoulême et Périgueux.

#### 23eRAD
Le 23e RAD est renforcé par le 18e et le 117e régiments.
Le 23e RAD est rattaché au 17e corps d'armée et caserné à Toulouse et Agen.

#### 24eRAD
Le 24e RAD est renforcé par le 58e régiment.
Le 24e RAD est rattaché au 18e corps d'armée et caserné à Tarbes.

#### 25eRAD
Le 25e RAC est dissous et renforce le 40e RAD à Châlons et le 61e RAD à Metz et Verdun.
Le 25e RAD est recréé à partir du 201e. Il est rattaché au 33e corps d'armée et détaché à l'armée du Rhin.

#### 26eRAC
Le 26e RAC est dissous et renforce le 103e RALH à Chartres et Rouen.

#### 28eRAD
Le 28e RACP est dissous et forme, avec le 110e RAL, le 351e RALP à Rennes.
Le 28e RAD est recréé à partir du 243e régiment d'artillerie. Il est rattaché au 30e corps d'armée et détaché à l'armée du Rhin.

#### 29eRACP
Le 29e RACP est dissous et devient le 301e RAP à La Fère.

#### 30eRAD
Le 30e RAD est renforcé par le 45e régiment. Une partie du régiment forme le 312e RAP à l'armée du Rhin.
Le 30e RAD est rattaché au 5e corps d'armée et caserné à Orléans.

#### 31eRAD
Le 31e RAD est renforcé par le 104e RAL.
Le 31e RAD est rattaché au 4e corps d'armée et caserné au Mans.

#### 32eRAD
Le 32e RAD est renforcé par le 13e régiment.

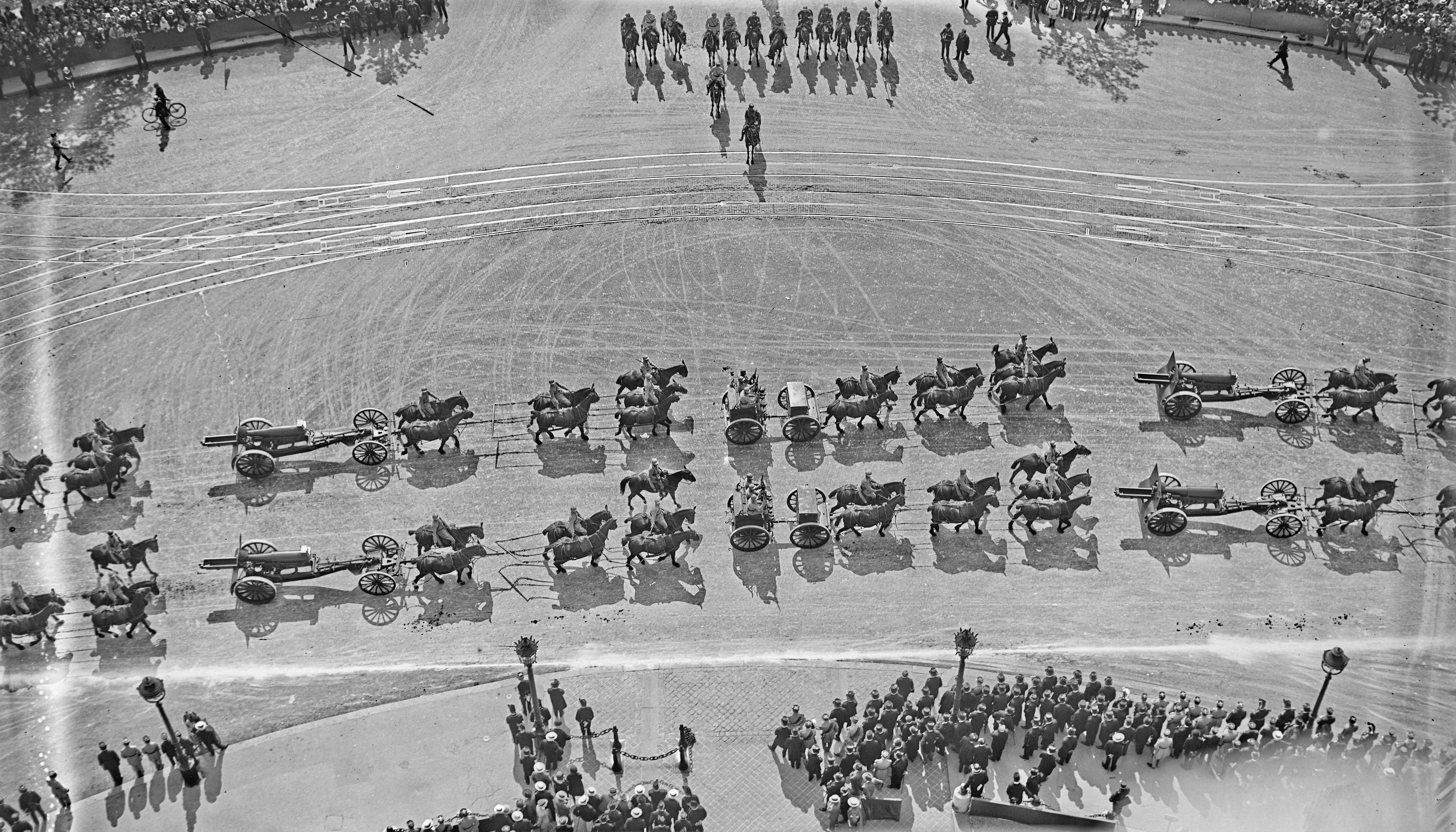
Défilé du à Paris le 14 7 1925.

Le 32e RAD est rattaché au gouvernement militaire de Paris et caserné à Vincennes.

#### 34eRAC
Le 34e RAC est dissous et renforce le 21e RAD à Angoulême et Périgueux.

#### 35eRAD
Le 35e RAD est renforcé par le 110e RAL.
Le 35e RAD est rattaché au 11e corps d'armée et caserné à Vannes.

#### 36eRAC
Le 36e RAC est dissous et forme, avec l'ex-113e RAL, le 16e RAD à Clermont-Ferrand et, avec le 21e RAC et l'ex-16e RAC, le 113e RALH à Issoire.

#### 38eRAC
Le 38e RAC est dissous et forme, avec le 82e RALT, le 194e RALT à Nîmes.

#### 38eRACo
Le 38e RACo est créé par changement de nom du 10e régiment d'artillerie coloniale.
Le 38e RACo est rattaché au 15e corps d'armée et caserné à Toulon et Nîmes.

#### 39eRAD
Le 39e RAC est dissous et renforce le 8e RAD à Nancy-Toul.
Le 39e RAD est recréé à partir du 230e. Il est rattaché au 30e corps d'armée et détaché à l'armée du Rhin.

#### 40eRAD
Le 40e RAD est renforcé par le 25e régiment. Il est rattaché au 6e corps d'armée et caserné à Châlons.

#### 41eRAD
Le 41e RACP est dissous et ses éléments forment le 190e RALT à Douai.
Le 41e RAD est recréé à partir du 231e. Il est rattaché au 32e corps d'armée et détaché à l'armée du Rhin.

#### 43eRAD

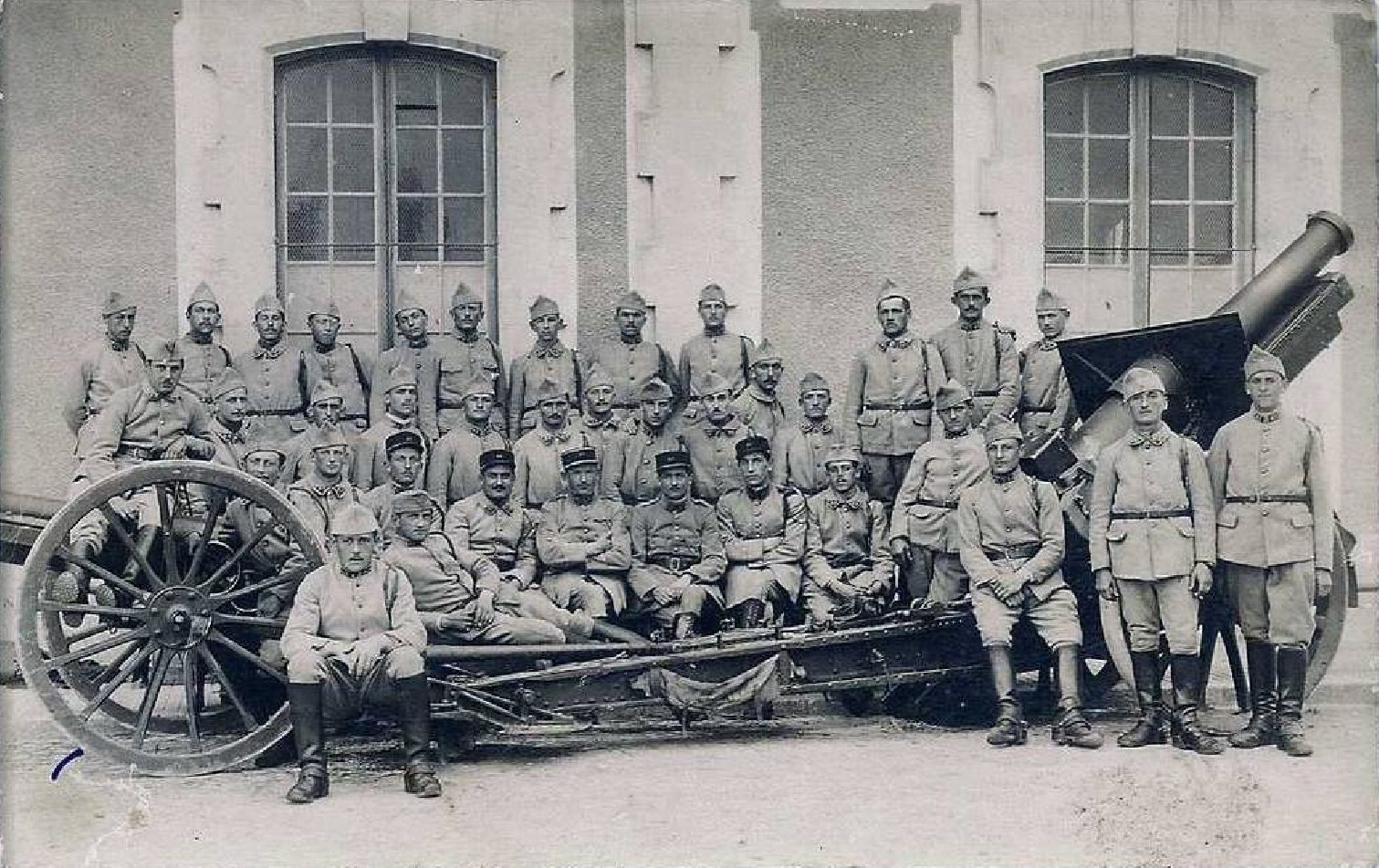
Artilleurs du à Caen vers 1925.

Le 43e RAD est renforcé par le 104e régiment d'artillerie lourde. Il est rattaché au 3e corps d'armée et caserné à Caen et Cherbourg.

#### 44eRACP
Le 44e RACP est dissous et devient le 303e RAP au Mans.

#### 45eRACP
Le 45e RACP est dissous. Ses éléments renforcent le 30e RAD à Orléans ou forment, avec le 51e RAC, le 355e RALP à Nantes.

#### 46eRACP
Le 46e RACP est dissous et devient le 313e RAP à l'armée du Rhin.

#### 47eRAD
Le 47e RAD ne change pas de composition. Il est rattaché au 7e corps d'armée et caserné à Mulhouse et Héricourt.

#### 48eRAC
Le 48e RAC est dissous et renforce le 15e RAD à Douai.

#### 49eRACP
Le 49e RACP est dissous et devient le 307e RAP à Niort.

#### 51eRAC
Le 51e RAC est dissous et forme, avec une partie du 45e RACP, le 355e RALP à Nantes.

#### 52eRACP
Le 52e RACP est dissous et devient le 308e RAP à Limoges.

#### 53eRACP
Le 53e RACP est dissous et devient le 353e RALP à Clermont-Ferrand.

#### 54eRAD
Le 54e RAD est renforcé par le 105e régiment d'artillerie lourde. Il est rattaché au 14e corps d'armée et caserné à Lyon.

#### 55eRAC
Le 55e RAC est dissous et renforce le 19e RAD à Nîmes.

#### 56eRAD
Le 56e RAD est renforcé par le 3e et le 116e régiments. Il est rattaché au 14e corps d'armée et caserné à Lyon.
Il forme également le 7e groupe d'artillerie d'Afrique à Saint-Avold.

#### 57eRACP
Le 57e RACP est dissous et devient le 304e RAP à Vendôme.

#### 58eRAC
Le 58e RAC est dissous et renforce le 24e RAD à Tarbes.

#### 58eRACo
Le 58e RACo est créé à partir du 2e régiment d'artillerie coloniale.
Le 58e RACo est rattaché au 18e corps d'armée et caserné à Bordeaux et Libourne.

#### 59eRACP
Le 59e RACP est dissous et devient le 306e RAP à Troyes.

#### 60eRACP
Le 60e RACP est dissous et devient le 309e RAP à Strasbourg.

#### 61eRAD
Le 61e RAD est renforcé par le 25e. Il est rattaché au 6e corps d'armée et caserné à Metz et Verdun.

#### 62eRAD
Le 62e RAC est dissous et forme le 120e RALH à Épinal et Remiremont.
Le 62e RAD est recréé à partir du 221e. Il est rattaché au 33e corps d'armée et détaché à l'armée du Rhin.

#### 63eRAA
Le 63e régiment d'artillerie d'Afrique est créé à partir à partir des 8e et 10e groupes d'artillerie d'Afrique au protectorat français au Maroc.

#### 64eRAA
Le 64e régiment d'artillerie d'Afrique est créé à partir des 4e et 9e groupes d'artillerie d'Afrique au protectorat français au Maroc.

#### 81eRALT
Le 81e RALT est dissous et devient le 181e RALT à l'armée du Rhin.

#### 83eRALT
Le 83e RALT est dissous et devient le 182e RALT à Vincennes.

#### 84eRALT
Le 84e RALT est dissous et devient le 184e RALT à Valence,.

#### 85eRAL
Le 85e RAL est dissous et devient le 186e RALT à Dijon.

#### 86eRALT
Le 86e RALT est dissous et forme, avec le 6e RAC, le 192e RALT à Valence,.

#### 87eRALT
Le 87e RALT est dissous et forme, avec le 156e RAP, le 166e RAP à Toul et, avec le 89e RALT le 188e RALT à Belfort.

#### 89eRALT
Le 89e RALT est dissous et forme, avec le 87e RAL le 188e RALT à Belfort.

#### 93eRAM
Le 93e RAM est créé par changement de nom du 1er RAM. Il est rattaché au 14e corps d'armée et caserné à Grenoble.

#### 94eRAM
Le 94e RAM est créé par changement de nom du 2e RAM. Il est rattaché au 15e corps d'armée et caserné à Nice et Bastia.

#### 98eRALP
Le 98e RALP est dissous et devient le 361e RALP à Commercy.

#### 99eRALP
Le 99e RALP est dissous et devient le 363e RALP à Castres.

### Numéros 101 à 300

#### 101eRALH
Le 101e RAL est dissous et renforce le 15e RAD à Douai.
Le 101e RALH est recréé par changement de nom du 102e RAL. Il est rattaché au 1er corps d'armée et caserné à Laon et Sissone.

#### 102eRAL
Le 102e RAL devient le 101e RALH à Laon et Sissone.

#### 103eRAL
Le 103e RALH est renforcé par le 26e RAD. Il est rattaché au 3e corps d'armée et caserné à Chartres et Rouen.

#### 104eRAL
Le 104e RAL est dissous et renforce le 31e RAD au Mans et le 43e RAD à Cherbourg et Caen.

#### 105eRALH
Le 105e RAL est dissous et renforce le 1er RAD à Auxonne et le 54e RAD à Lyon.
Le 105e RALH est recréé par changement de nom du 108e RAL. Il est rattaché au 5e corps d'armée et caserné à Bourges.

#### 108eRAL
Le 108e RAL devient le 105e RALH à Bourges.

#### 109eRAL
Le 109e RAL est dissous et renforce le 20e RAD à Poitiers.

#### 110eRAL
Le 110e RAL est dissous. Ses éléments forment, avec ceux de l'ex-28e RAC le 351e RALP à Rennes ou renforcent le 35e RAD à Vannes et le 2e RAD à Grenoble.

#### 111eRALH colonial
Le 111e RALH colonial est créé à partir du 1er RA colonial. Il est rattaché au 11e corps d'armée et caserné à Lorient.

#### 113eRALH
Le 113e RAL est dissous et forme avec le 36e RAC le 16e RAD à Clermont-Ferrand.
Le 113e RALH est recréé à partir du 16e, du 36e et du 21e régiment. Il est rattaché au 13e corps d'armée et caserné à Issoire.

#### 116eRAL
Le 116e RAL est dissous et renforce le 56e RAD à Montpellier et Castres.

#### 117eRAL
Le 117e RAL est dissous et renforce le 23e RAD à Toulouse et Agen et le 118e RALH à La Rochelle.

#### 118eRAL
Le 118e RALH est renforcé par le 117e RAL. Il est rattaché au 18e corps d'armée et caserné à La Rochelle.

#### 120eRALH
Le 120e RALH est créé à partir du 62e RAC. Il est rattaché au 20e corps d'armée est caserné à Épinal et Remiremont.

#### 129eRALH
Le 129e RALH ne change pas de composition. Il est rattaché au 32e corps d'armée de l'armée du Rhin.

#### 130eRALH
Le 130e RALH ne change pas de composition. Il est rattaché au 33e corps d'armée de l'armée du Rhin.

#### 133eRALH
Le 133e RALH ne change pas de composition. Il est rattaché au 30e corps d'armée de l'armée du Rhin.

#### 152eRALVF
Le 152e RALVF est dissous et forme le 371e RALVF à Bayonne et à Saint-Pierre-Quiberon et le 372e RALVF à Châlons.  

#### 153eRAP
Le 153e RAP est dissous et forme, avec le 281e RALT, le 163e RAP à Toul.

#### 154eRAP
Le 154e RAP (à traction hippomobile) ne change pas de composition. Il est rattaché au 14e corps d'armée et caserné à Grenoble et Briançon.

#### 155eRAP
Le 155e RAP (à traction hippomobile) ne change pas de composition. Il est rattaché au 20e corps d'armée et caserné à Strasbourg.

#### 156eRAP
Le 156e RAP est dissous et forme, avec le 87e RALT, le 166e RAP à Toul.

#### 157eRAP
Le 157e RAP (à traction hippomobile) ne change pas de composition. Il est rattaché au 15e corps d'armée et caserné à Nice.

#### 159eRAP
Le 159e RAP est dissous et forme le 169e RAP à Belfort.

#### 163eRAP

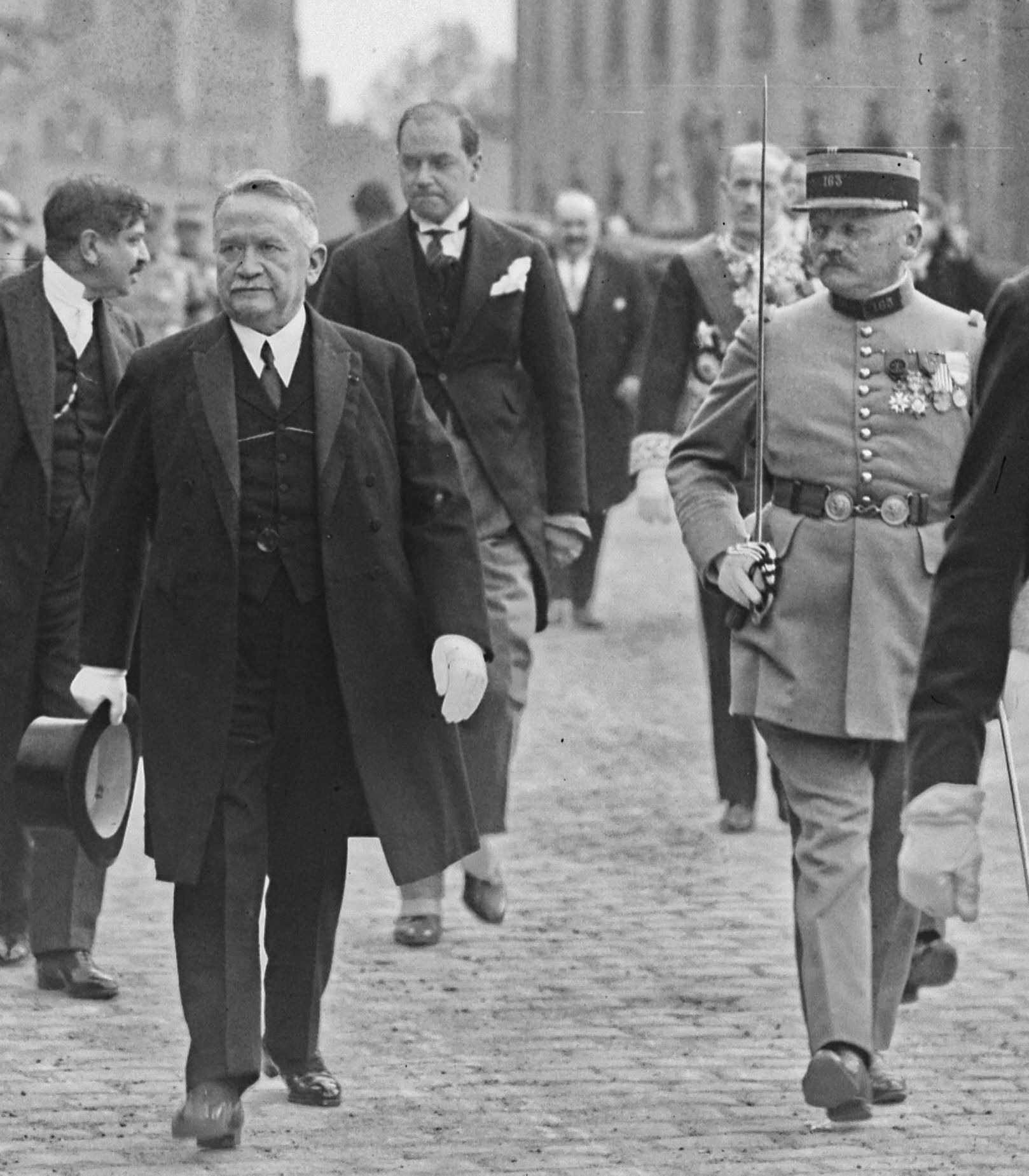
Le colonel du au côté du président Doumergue lors d'une visite présidentielle le 23 5 1926 à Metz.

Le 163e RAP (à traction automobile) est créé à partir du 153e RAP et du 281e RALT, tout en reprenant les traditions du 3e régiment d'artillerie à pied. Il est rattaché au 6e corps d'armée et est caserné à Metz,.

#### 166eRAP
Le 166e RAP (à traction automobile) est créé à partir du 156e RAP et du 87e RAL. Il est rattaché au 20e corps d'armée et est caserné à Toul.

#### 169eRAP
Le 169e RAP (à traction automobile) est créé à partir du 159e RAP. Il est rattaché au 7e corps d'armée et est caserné à Belfort.

#### 181eRALT

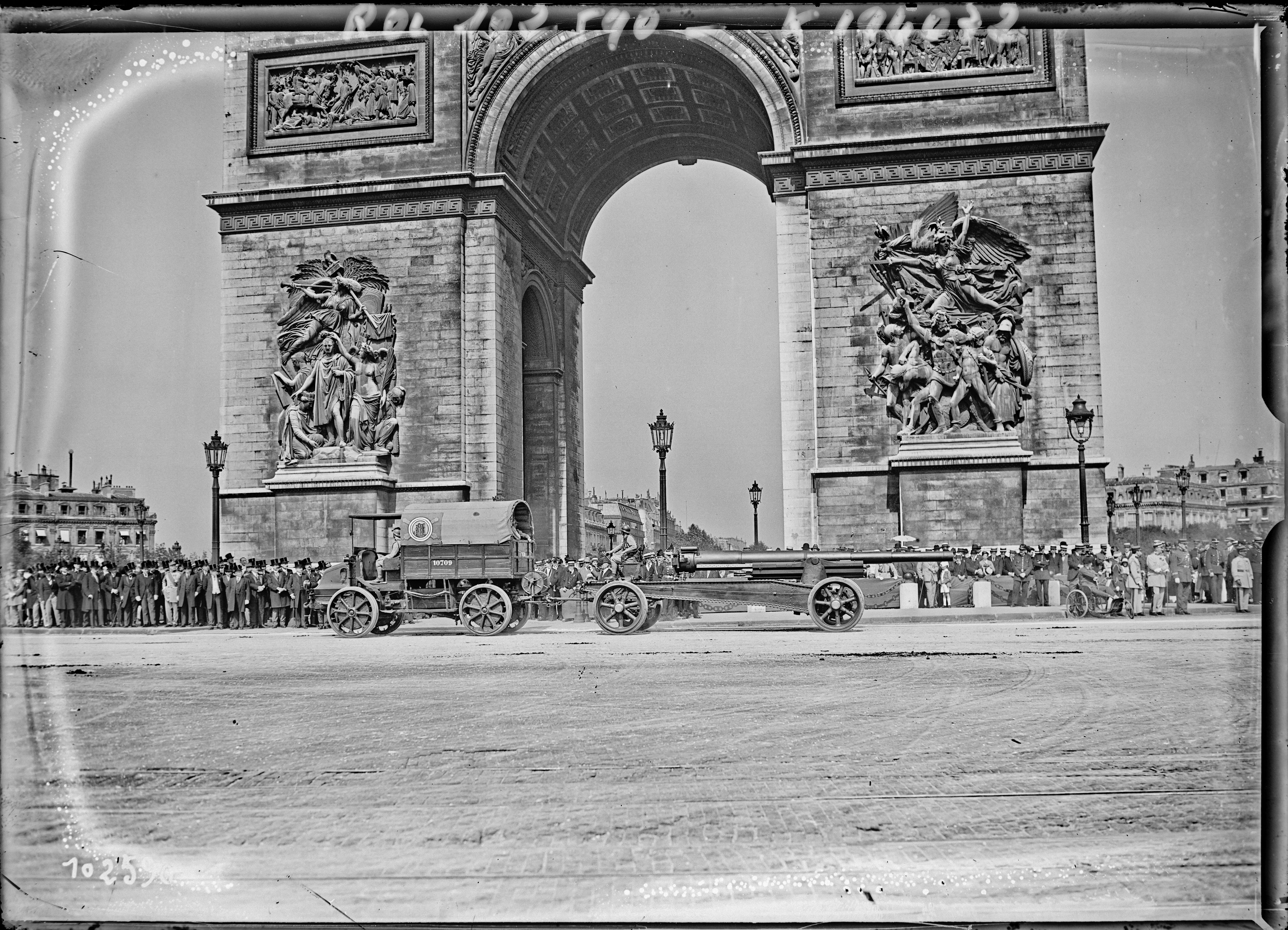
Défilé d'un canon de 155 GPF tracté du à Paris le 14 7 1925.

Le 181e RALT est créé par transformation du 81e RALT. Il est rattaché l'armée du Rhin.

#### 182eRALT

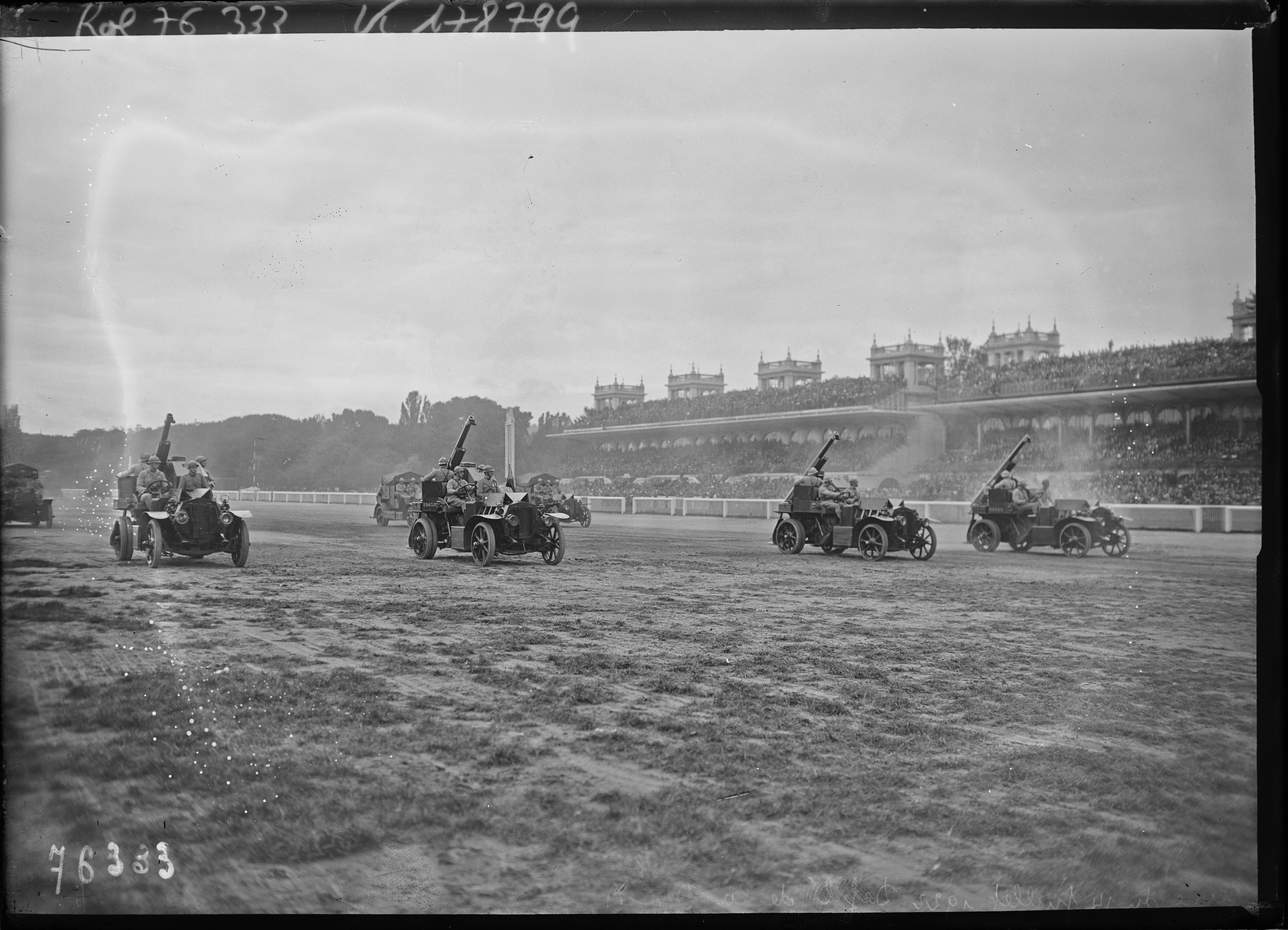
Le 1er RADCA, qui deviendra le en 1924, défile le 14 7 1922 à l'hippodrome de Longchamp.

Le 182e RALT est créé par transformation du 83e RALT. Il est rattaché au gouvernement militaire de Paris et caserné à Vincennes.

#### 184eRALT
Le 184e RALT est créé par transformation du 84e RALT. Il est rattaché au 14e corps d'armée et caserné à Valence,.

#### 186eRALT
Le 186e RALT est créé par transformation du 85e RALT. Il est rattaché au 8e corps d'armée et caserné à Dijon,.

#### 188eRALT
Le 188e RALT est créé à partir du 87e RALT et du 89e RALT. Il est rattaché au 7e corps d'armée et caserné à Belfort.

#### 190eRALT
Le 190e RALT est créé à partir du 41e RACP. Il est rattaché au 1er corps d'armée et caserné à Douai.

#### 192eRALT
Le 192e RALT est créé par transformation du 86e RALT et du 6e RAC. Il est rattaché au 14e corps d'armée et caserné à Valence,.

#### 194eRALT
Le 194e RALT est créé à partir du 82e RALT et du 28e RACP. Il est rattaché au 15e corps d'armée et caserné à Nîmes.

#### 196eRALT
Le 196e RALT est créé à partir du 14e RACP. Il est rattaché au 18e corps d'armée et est caserné à Bordeaux.

#### 

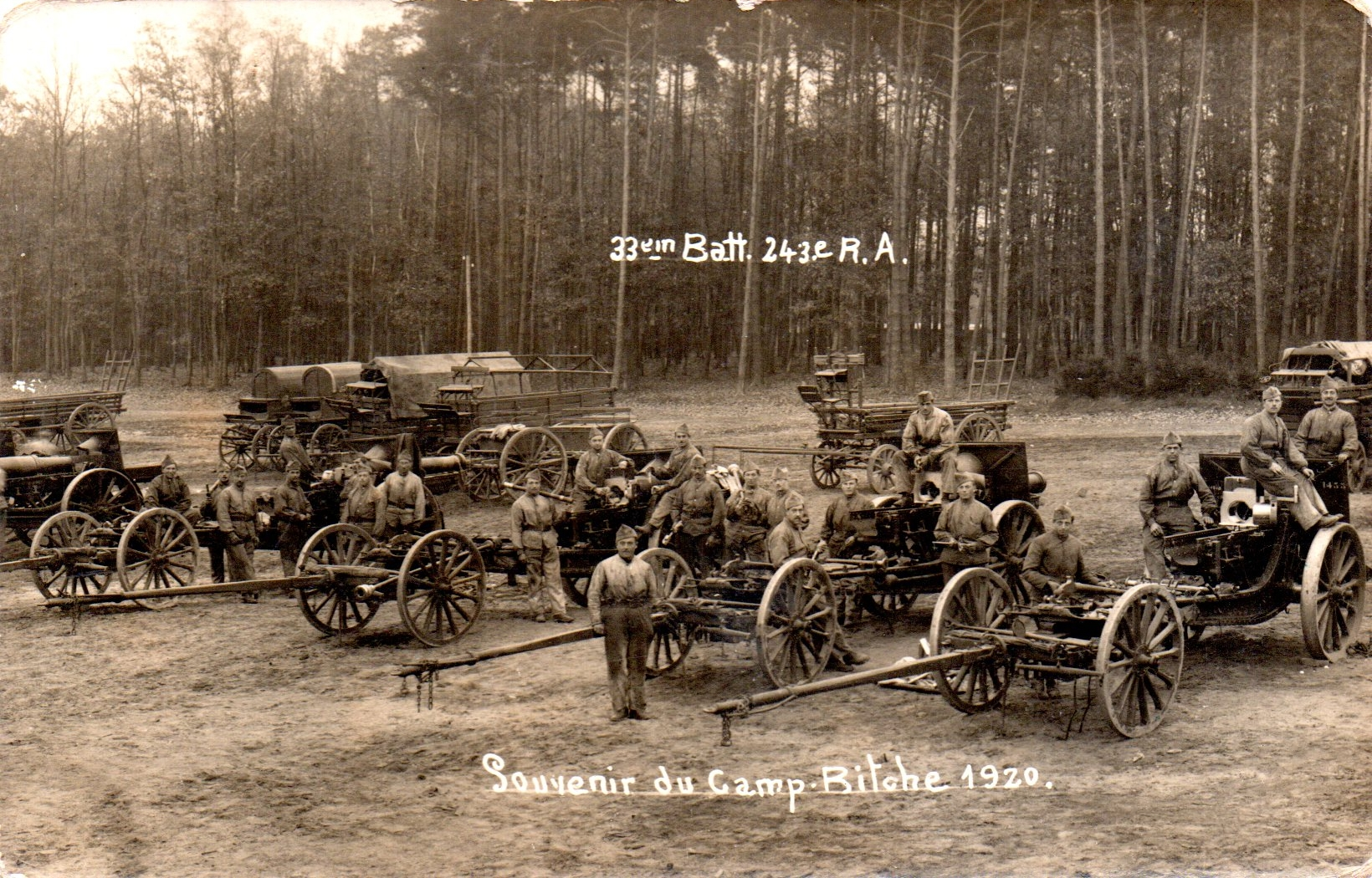
Canons de 155 C17S du en 1920.

#### 201eRAC
Le 201e RAC devient le 25e RAD à l'armée du Rhin.

#### 221eRAC
Le 221e RAC devient le 62e RAD à l'armée du Rhin.

#### 230eRAC
Le 230e RAC devient le 39e RAD à l'armée du Rhin.

#### 243eRAC
Le 243e RAC devient le 28e RAD à l'armée du Rhin.

#### 276eRAC
Le 276e RAC devient le 9e RAD à l'armée du Rhin.

#### 281eRALT
Le 281e RALT est dissous et forme, avec le 153e RAP, le 163e RAP à Metz,.

### Numéros 301 et plus

#### 301eRAP

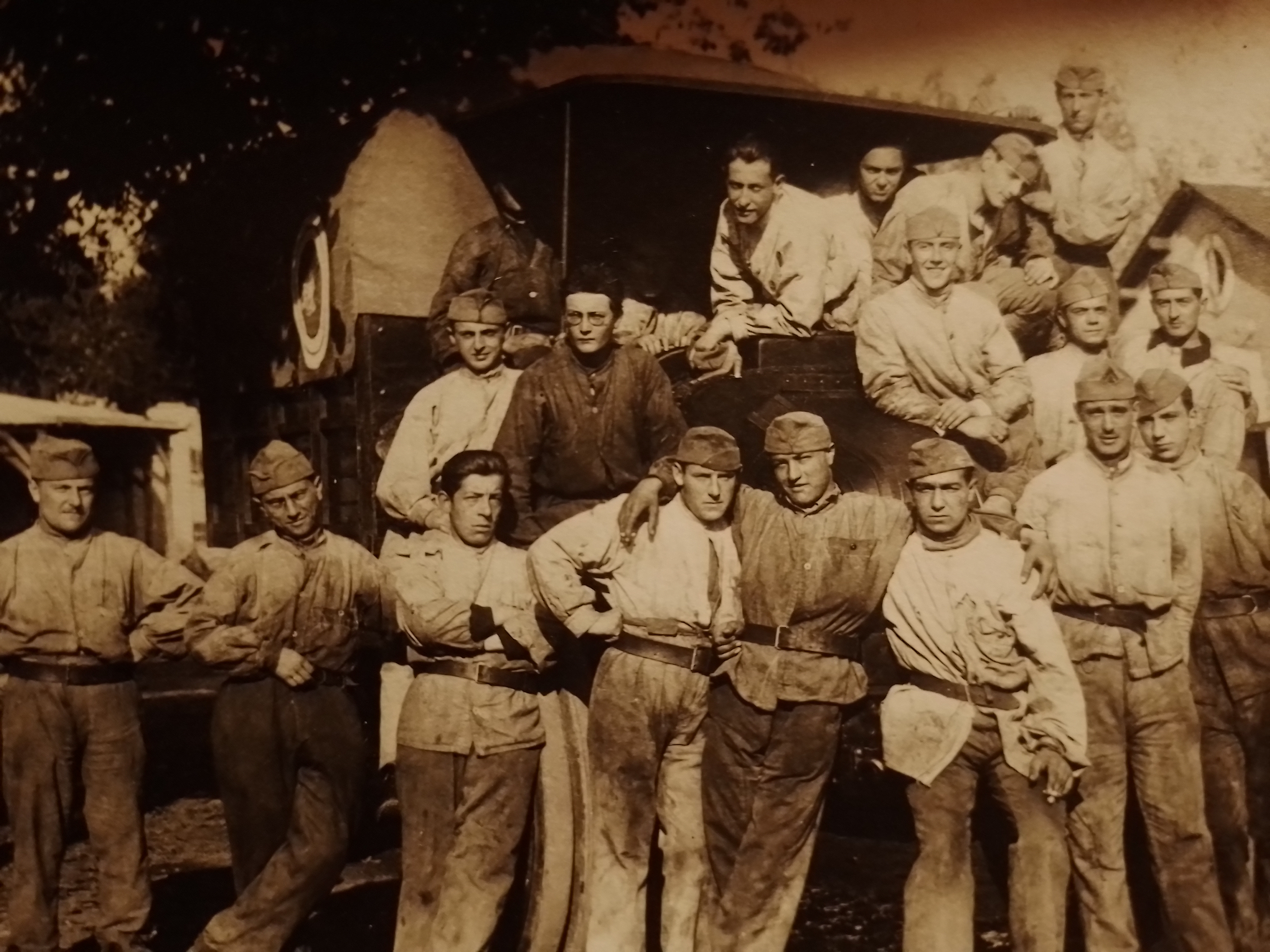
Artilleurs du en 1925.

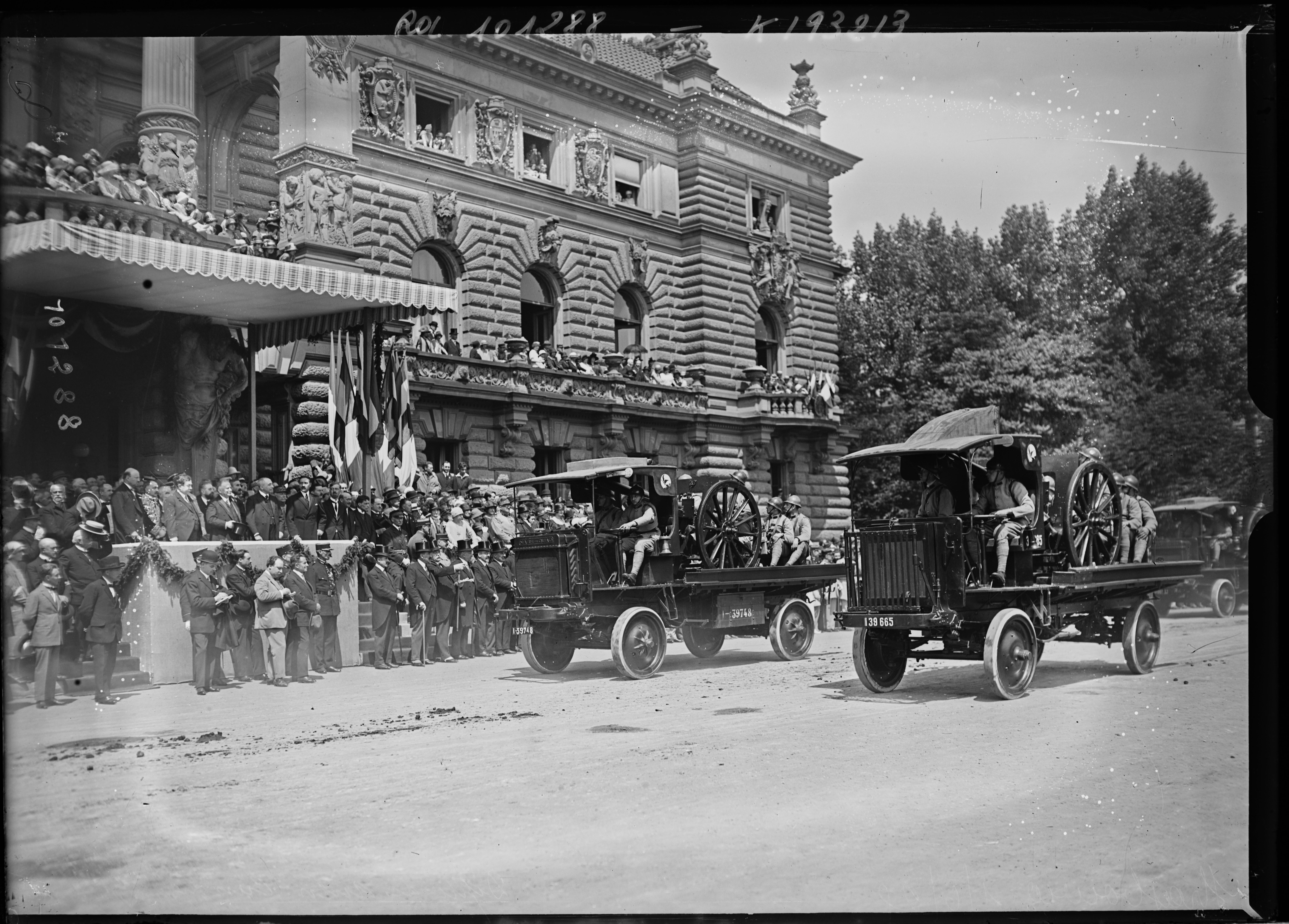
Canons de 75 portés du défilant le 1 6 1925 à Strasbourg, devant le président Doumergue.

Le 301e RAP est créé à partir du 29e RACP. Il est rattaché au 1er corps d'armée et est caserné à La Fère. 

#### 302eRAP
Le 302e RAP est créé à partir du 11e RACP. Il est rattaché au 3e corps d'armée et est caserné à Vernon. 

#### 303eRAP
Le 303e RAP est créé à partir du 44e RACP. Il est rattaché au 4e corps d'armée et est caserné au Mans. 

#### 304eRAP
Le 304e RAP est créé à partir du 57e RACP. Il est rattaché au 5e corps d'armée et est caserné à Vendôme.

#### 305eRAP
Le 305e RAP est créé à partir du 5e RAC. Il est rattaché au 7e corps d'armée et est caserné à Colmar et Neuf-Brisach. 

#### 306eRAP
Le 306e RAP est créé à partir du 59e RACP. Il est rattaché au 8e corps d'armée et est caserné à Troyes. 

#### 307eRAP
Le 307e RAP est créé à partir du 11e RACP. Il est rattaché au 9e corps d'armée et est caserné à Niort. 

#### 308eRAP
Le 308e RAP est créé à partir du 52e RACP. Il est rattaché au 12e corps d'armée et est caserné à Limoges. 

#### 309eRAP
Le 309e RAP est créé à partir du 60e RACP. Il est rattaché au 20e corps d'armée et est caserné à Strasbourg. 

#### 310eRAPcolonial
Le 310e RAP colonial est créé à partir du 3e RA colonial. Il est rattaché au gouvernement militaire de Paris et est caserné à Rueil. 

#### 311eRAP
Le 311e RAP est créé à partir du 9e RACP. Il est rattaché à l'armée du Rhin. 

#### 312eRAP
Le 312e RAP est créé à partir du 30e RACP. Il est rattaché à l'armée du Rhin. 

#### 313eRAP
Le 313e RAP est créé à partir du 46e RACP. Il est rattaché à l'armée du Rhin. 

#### 351eRALP

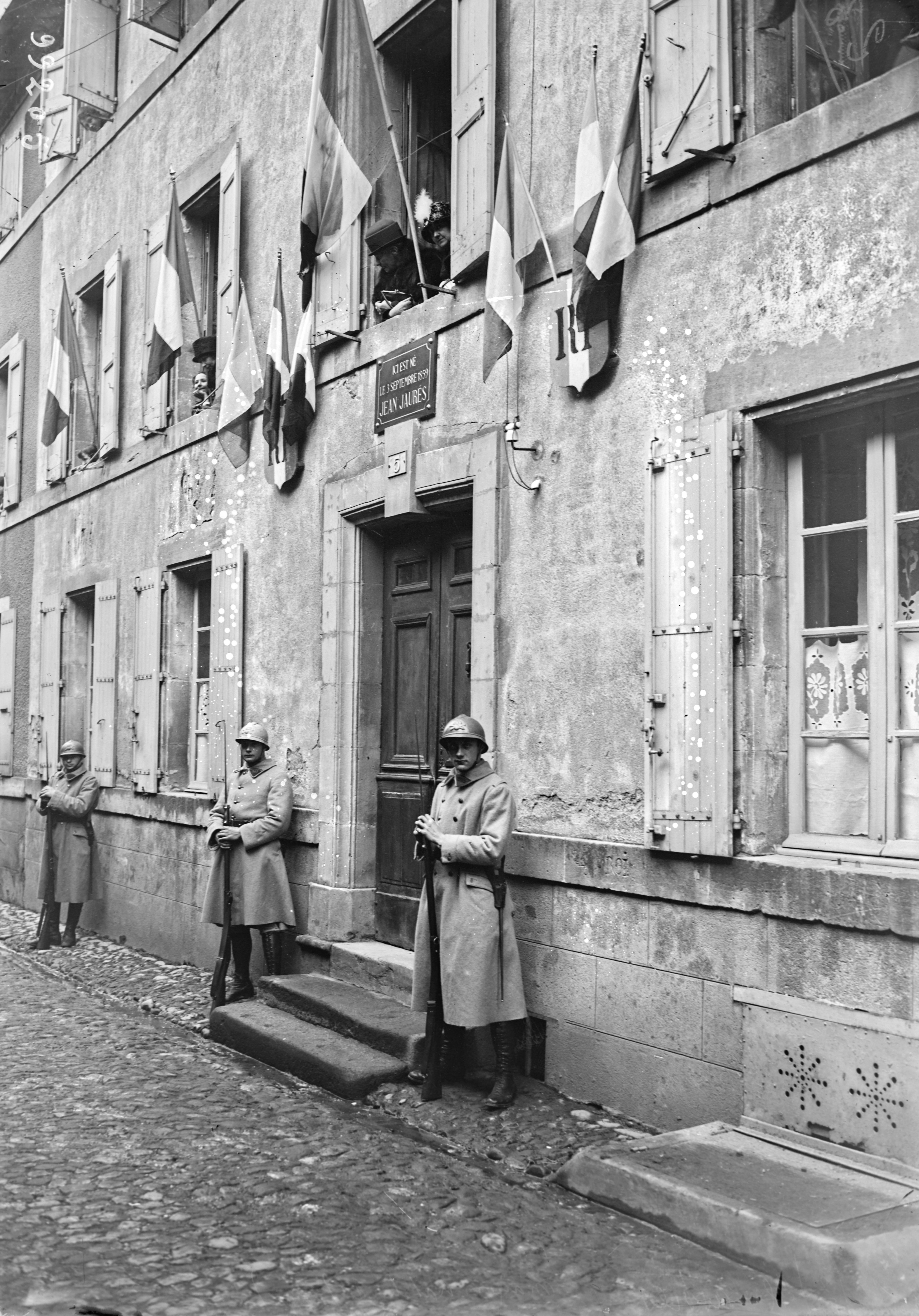
Soldats du à Castres devant la maison natale de Jean Jaurès, le 15 mars 1925.

Le 351e RALP est créé à partir du 28e RAC et du 110e RAL. Il est rattaché au 10e corps d'armée et est caserné à Rennes. 

#### 353eRALP
Le 353e RALP est créé à partir du 53e RACP. Il est rattaché au 13e corps d'armée et est caserné à Clermont-Ferrand. 

#### 355eRALP
Le 355e RALP est créé à partir du 51e RACP et du 45e RACP. Il est rattaché au 11e corps d'armée et est caserné à Nantes. 

#### 361eRALP
Le 361e RALP est créé à partir du 98e RALP. Il est rattaché au 6e corps d'armée et est caserné à Commercy.

#### 363eRALP
Le 363e RALP est créé à partir du 99e RALP. Il est rattaché au 16e corps d'armée et est caserné à Castres.

#### 365eRALP
Le 365e RALP est créé à partir du 18e et du 6e RAC. Il est rattaché au 17e corps d'armée et est caserné à Auch.

#### 371eRALVF
Le 371e RALVF est créé à partir du 152e RALVF dissous. Il est rattaché au 11e et au 18e corps d'armée et est caserné à Bayonne et à Saint-Pierre-Quiberon.  

#### 372eRALVF
Le 372e RALVF est créé à partir du 152e RALVF dissous. Il est rattaché au 6e et au 8e corps d'armée et est caserné à Châlons-sur-Marne, au camp de Mailly et à Saint-Eulien. 

#### 401eRADCA
Le 401e RADCA est créé à partir du 1er RADCA. Il est rattaché au gouvernement militaire de Paris et est caserné à Romainville, au Noisy et à Rosny.

#### 402eRADCA
Le 402e RADCA est créé à partir du 2e RADCA. Il est rattaché au 9e et au 20e corps d'armée et détaché à l'armée du Rhin. 

#### 403eRADCA
Le 403e RADCA est créé à partir du 3e RADCA. Il est rattaché au 6e et au 20e corps d'armée et caserné à Toul et Metz. 

#### 404eRADCA
Le 404e RADCA est créé à partir du 4e RADCA. Il est rattaché au 8e corps d'armée et caserné à Dijon. 

#### 405eRADCA
Le 405e RADCA est créé à partir du 5e RADCA. Il est rattaché au 14e corps d'armée et caserné à Sathonay-Camp. 